# Мацуков, Дмитрий Иосифович

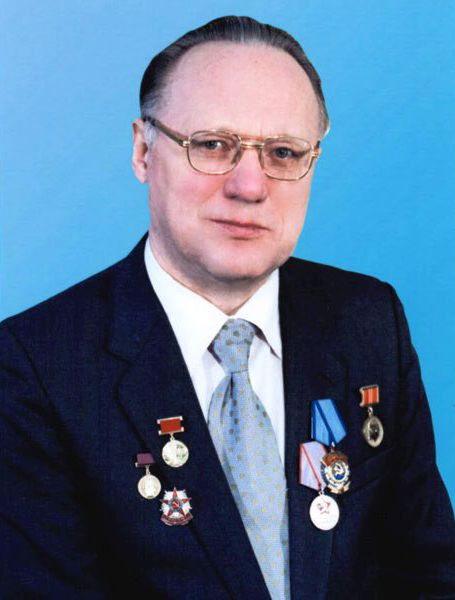
Дмитрий Иосифович Мацуков. 1990-е г.

Дмитрий Иосифович Мацуков — деятель науки и оборонной промышленности СССР.
Кандидат технических наук, лауреат Ленинской премии, кавалер ордена Трудового Красного Знамени, член-корреспондент РАРАН, заслуженный конструктор РФ.
Выпускник Ленинградского технического института им. Ленсовета 1953 года, кандидат технических наук, в 1954—1973 гг. трудился научным сотрудником Центрального научно-исследовательского института Военно-Морского флота СССР и к тому времени был признанным специалистом в области создания методологии и практики проектирования боевых частей управляемых средств поражения всех видов базирования.
В 1978—2002 гг. Дмитрий Иосифович — начальник отдела, затем — заместитель директора по научной работе и 1-й заместитель директора ФГУП «ГосНИИмаш». Руководил испытаниями морского оружия на эффективность поражающего действия, в том числе стрельбой по судам-мишеням в натурных условиях. Дмитрий Иосифович был одним из создателей единой системы исходных данных и логико-статистического метода оценки эффективности оружия в приложении для управляемых противокорабельных средств поражения. Принимал участие непосредственно в разработке и отработке боевого снаряжения крылатых ракет ВМФ, начиная с первых поколений (П-6), последующих модификаций, в том числе получивших широкую известность крылатых ракет комплексов «Гранит», «Москит», «Оникс». Руководил разработкой боевых частей крылатых ракет воздух-поверхность «КАБ Х-22М» и последующих в этой серии, работал над созданием боевых частей для противолодочных комплексов «Запад», «Загон», «Ливень».